# Друга дирекція залізниць (Станиславів)
Місто Станиславів має не одну пам'ятку архітектури і бачив чимало видатних постатей історії, а будучи залізничним центром місто мало розкішний колієвий палац та один з найбільших підприємств паровозоремонтний завод.

### Будинок дирекції
Однією з пам'яток архітектури є приміщення, яке дирекція залізниць орендувала в міста, розміщене на одній з головних вулиць — Галицькій, яка тими роками мала назву Карпійсько[джерело?], у будівлі сучасного національного медичного університету — кам'яницю.
До того як дирекція розмістилась у цьому домі вона близько 20 років не мала свого власного приміщення.
Хоч будівля кам'яниці і була вражаючою проте дирекція вирішує розпочати будівництво свого власного приміщення і уже восени 1911-го року у одній із прес з'являється повідомлення про початок будівництва з 1912 року на вул. Грюнвальдській Офісу з великим житловим будинком поруч.
Будівництво було розпочате після викупу землі у ченців-єзуітів за проектом, що розробив інженер Ріхард Трост із архітектурної служби міністерства залізниць Австро-Угорської імперії. Коштів для будівництва споруди не жаліли тому воно тривало не цілих 2 роки, що є досить коротким строком для будівництва яким займалася львівська фірма Юлія Райнігера .
Сам чотирьох поверховий дім споруджено у стилі неокласицизму палацового типу. Споруда мала вигляд чотирикутника з просторим внутрішнім подвір'ям.
Уже 1 травня 1914-го р. відбувається переїзд дирекції залізниць до нової цегляної споруди

### Перша світова війна та її вплив
Перша світова війна яка розпочалась через кілька місяців, а якщо бути точним то 28 липня 1914 року призводить до розпаду могутньої Австро-Угорської імперії на окремі країни однією з яких стає ЗУНР.
Спочатку столицею ЗУНР є Львів, але напад Польщі призводить до окупації міста польськими військами було вирішено перенести столицю до порівняно маленького з іншими містами повітового міста Станиславова строком на п'ять місяців, але це зробило великий внесок для міста, адже місто починають розбудовувати і воно стає культурним центром ЗУНР.
У колишній дирекції залізниць розмістився Державний секретаріат-Кабмін республіки.
Один із повітових комісарів Юліан Чайківський згадував: «На другий день я пішов до Державного секретаріату. Він містився у величавім будинку дирекції залізниць. Кращого будинку на поміщення верховної державної влади й не треба…»
Після того як Польща перемагає до своєї ліквідації 1934 року залізничне начальство повертається у своє приміщення, а у будівлі розміщується уряд Станіславського воєводства.
У будинку розміщуються після 1994 року суди, прокуратура, управління юстиції. З часом будівля починає називатися — Палац правосуддя з написом «Без гніву та упередження»